# Élli Alexíou
Élli Alexíou, en grec moderne : Έλλη Αλεξίου (1894-1988), est une écrivaine, journaliste et dramaturge grecque.

## Biographie
Elle naît le 22 mai 1894 à Héraklion, en Crète,. Elle est la fille de l'éditeur Stylianós Alexíou et d'Iríni Zachariádis. Elle a trois frères et sœurs plus âgés. Elle étudie à l'école de formation des enseignants d'Héraklion et, pendant six ans, elle travaille comme enseignante à la troisième école chrétienne et à la maison des petites sœurs. En 1920, elle s'installe à Athènes après son mariage, à Paris, avec Vassílis Daskalákis. Elle étudie la pédagogie et la littérature, puis est nommée professeur d'enseignement secondaire, qu'elle pratique pendant 19 ans. Elle participe à la résistance nationale avec les écrivains du Front de libération nationale. En 1945, elle part étudier à la Sorbonne, où elle obtient un diplôme de phonétique et de français, tout en enseignant dans les écoles de la communauté grecque.